# 休謨問題

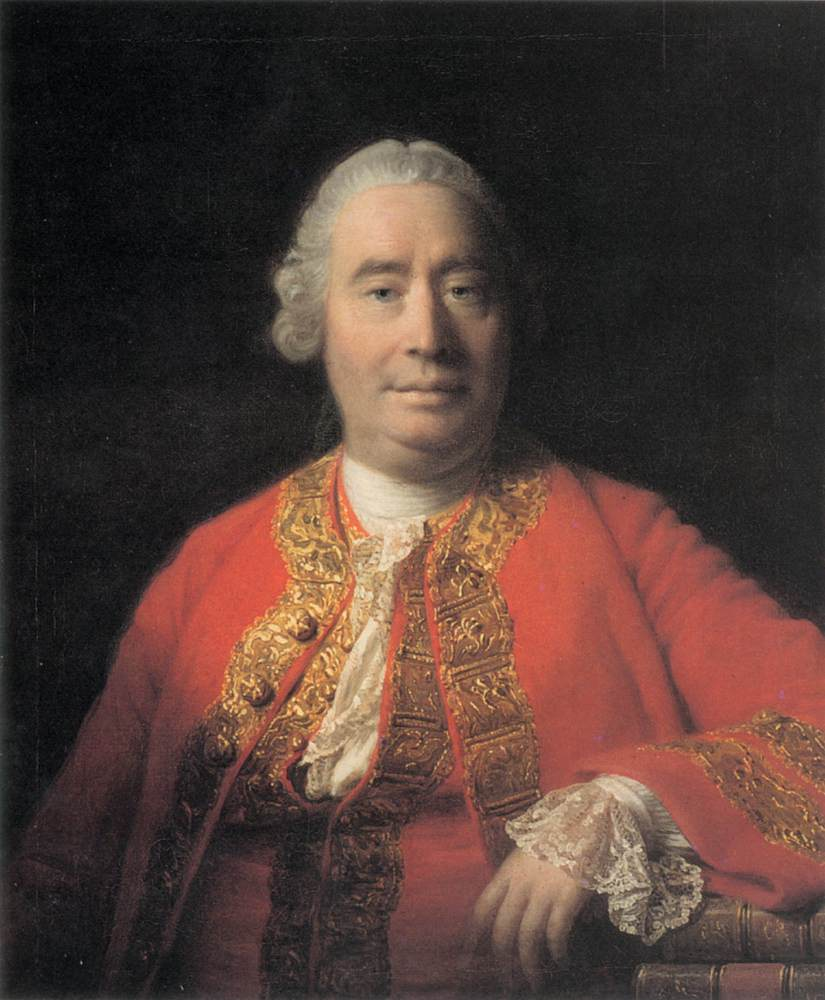
大衛·休謨肖像。

休谟问题（英語：Is–ought problem）又称“实然与应然问题”，由大衛·休謨提出，指出「實然」與「應該」有明顯不同。休謨發現，「實然」命題與「應然」命題之間有顯著差異，休謨嘗試探究人如何能夠從「實然」命題推論出為規「應然」命題。

## 概述
休謨從語言中，觀察到有一些論證方式，突然以一些「實然」命題嘗試推出「應然」命題，而犯下了邏輯謬誤：
「遍覽諸家的道德論述，作者們往往沿著平實的邏輯小徑，議論上帝存亡或世道人心，卻在不經意間，步入了一條岔路。那原本清晰的命題，忽然變成了一個個『應當』或『不應當』的抉擇。這種轉變，看似微不足道，實則關乎至深。因為這『應當』或『不應當』牽涉到一種全新的論理關係，它需要我們細察其間的蘊涵並加以闡明；且令人費解的是，這新義如何從那些迥異的論證中生發。然而，多數作者對此似乎視若無睹，故此，我敢在此勸讀者一句：細察此中變化，或許能顛覆那些陳腐的道德觀，使我們明白，善惡之分，非僅基於事物間的相對，亦非全憑理智所能察知。」（休謨《人性論》．第三卷．第一部分．第一章：〈道德的區別並非來自理性〉）
休謨認為，並非所有「應然」命題都與「實然」命題一樣。如果嘗試從一些「實然」命題推論出「應然」命題，那就會缺乏邏輯關係，除非有闡述清楚當中的關係。所以，不可以單單從「張三蓄意殺人」推論出「張三不應該蓄意殺人」。「張三蓄意殺人」表達出一個事實，並且可能考察到有一些特徵存在於此事實中，例如張三在死者面前持刀，而死者身上又有大量刀痕與大量張三的指紋。不過，在事實中，不可能找到任何「不應該」的物理特徵。
补充例子：不可以单从「校园枪击案」直接推论出「枪支应该被禁止」。既定事实与是否应该是两种截然不同的思维判断。
由休謨發現到的問題，已經成為現今道德理論的一個核心問題。休謨在現代後設倫理學中具有影響力，並且有助於激發情緒主義、倫理表達主義與其他非認知主義。
休謨指出，道德與眾多事實不同，道德並非物理事實，而屬於心理事實。對休謨而言，判斷道德的方式，是基於判斷者的心理特徵。所以，「張三蓄意殺人，令我感到痛苦」就可以單單推論出「張三不應該蓄意殺人」或者「張三蓄意殺人是錯」。

## 延伸閱讀
- Hudson, William Donald, The Is/Ought Question. A Collection of Papers on the Central Problem in Moral Philosophy, London: Macmillan, 1969.
- Charles R. Pidgen, Hume on Is and Ought, New York: Palgrave Macmillan, 2010.
- Gerhard Schurz, The Is-Ought Problem. An Investigation in Philosophical Logic, Dordrecht: Kluwer, 1997.

## 外部連結
- 扎尔塔, 爱德华·N (编). . .
- Is Ought Problem animation from The Open University and BBC Radio 4 （页面存档备份，存于）